# Gypona palens
Gypona palens är en insektsart som beskrevs av Delong 1980. Gypona palens ingår i släktet Gypona och familjen dvärgstritar. Inga underarter finns listade i Catalogue of Life.